# Бенини, Ферруччо
Ферруччо Бенини (итал. Ferruccio Benini; 31 мая 1854, Генуя — 29 февраля 1916, Рим) — итальянский театральный актёр и режиссёр.

## Биография
Ещё в детском возрасте в 1866 году впервые выступил в театре Сан-Бенедетто (ныне Россини) в Венеции.
Как актёр, дебютировал в Генуе в 1874 году.
Известный комический актёр на рубеже веков в Италии. В течение сорока лет выступал на сценах известных театров Италии. Прославился, благодаря исполнению ролей в пьесах Карло Гольдони.
Основал театральную компанию «Veneta».
В 1915 году сыграл в короткометражном фильме «Per la patria!».

## Память
- В г. Конельяно (Тревизо) именем Ферруччо Бенини названа улица.
- На здании Академического театра и улице в г. Конельяно (Тревизо) установлены мемориальные доски, посвященные Ферруччо Бенини.
- В музее замка Конельяно хранятся некоторые предметы, принадлежащие актёру.